# Czerkiesy (Łódź)
Pour les articles homonymes, voir Czerkiesy.
Czerkiesy (prononciation [t͡ʂɛrˈkʲɛsɨ]) est un village de la gmina de Pajęczno, du powiat de Pajęczno, dans la voïvodie de Łódź, situé dans le centre de la Pologne.
Il se situe à environ 5 kilomètres au sud de Pajęczno (siège de la gmina et du powiat) et 82 kilomètres au sud-ouest de Łódź (capitale de la voïvodie).
Sa population s'élevait approximativement à 205 habitants en 2006.

## Administration
De 1975 à 1998, le village était attaché administrativement à l'ancienne voïvodie de Częstochowa.

Depuis 1999, il fait partie de la nouvelle voïvodie de Łódź.